# Lewis (Vorname)
Lewis [ˈluː.ɪs] ist ein männlicher Vorname.

## Herkunft und Bedeutung
→ Hauptartikel: Ludwig
Bei Lewis handelt es sich um eine mittelalterliche englische Form von Louis.

## Verbreitung
Zählte der Name Lewis im ausgehenden 19. Jahrhundert noch zu den populärsten Vornamen in den Vereinigten Staaten, sank seine Beliebtheit über die Jahre kontinuierlich. Im Jahr 1960 fand er sich erstmals nicht mehr unter den 200 beliebtesten Vornamen. Seit einem Tiefpunkt im Jahr 2009 (Rang 723) wird er wieder etwas häufiger vergeben, ist jedoch nach wie vor sehr selten.
In England und Wales war der Name zu Beginn der 2000er Jahre noch sehr beliebt, wurde dann jedoch kontinuierlich seltener vergeben. Seit 2018 gehört er nicht mehr zur Top 100 der Vornamenscharts. Im Jahr 2020 belegte er Rang 116 der Hitliste. Auch in Nordirland sinke die Popularität des Namens in vergleichbarer Weise. In Schottland gehörte der Name von 1999 bis 2014 zu den drei am häufigsten vergebenen Jungennamen. Auch heute zählt er zu den populärsten Vornamen des Landesteils.
In Belgien gehört Lewis seit 2014 zu den 100 beliebtesten Jungennamen. Seine Popularität stieg bis ins Jahr 2019 an. Im Jahr 2020 wurde er erstmals etwas seltener vergeben als im Vorjahr und landete auf Rang 21 in den Hitlisten.
In den Niederlanden wird der Name relativ gerne gewählt.
In Deutschland wird der Name Lewis nur sehr selten vergeben. Im Jahr 2021 lag er auf Rang 421 der Rangliste.

## Namensträger
- Lewis Abernathy, US-amerikanischer Filmschauspieler und Drehbuchautor
- Lewis Allan (* 1996), schottischer Fußballspieler
- Lewis Allen (1905–2000), britischer Filmregisseur
- Lewis Addison Armistead (1817–1863), Brigadegeneral der Konföderierten Armee
- Lewis Boss (1846–1912), US-amerikanischer Astronom
- Lewis A. Brigham (1831–1885), US-amerikanischer Politiker
- Lewis Carroll (1832–1898), britischer Schriftsteller
- Lewis Elton (1923–2018), britischer Bildungsforscher
- Lewis Flash (Pseudonym von Luigi Naviglio; 1936–2001), italienischer Science-Fiction-Autor
- Lewis Gilbert (1920–2018), britischer Filmregisseur, -produzent  und Drehbuchautor
- Lewis „Lew“ Gluckin  (1930–2017), US-amerikanischer Jazz- und Studiomusiker
- Lewis B. Gunckel (1826–1903), US-amerikanischer Politiker
- Lewis Hamilton (* 1985), britischer Automobilrennfahrer
- Lewis Holtby (* 1990), deutsch-englischer Fußballspieler
- Lewis Kahn (1946/47–2019), US-amerikanischer Salsa- und Jazzmusiker
- Lewis Latimer (1848–1928), US-amerikanischer Erfinder, Patentexperte und Autor
- Lewis Mumford (1895–1990), US-amerikanischer Architekturkritiker und -historiker
- Lewis Nash (* 1958), US-amerikanischer Jazzschlagzeuger
- Lewis Reeves (* 1988), britischer Schauspieler
- Lewis Allaire Scott (1759–1798), US-amerikanischer Politiker
- Lewis Stadler (1896–1954), US-amerikanischer Genetiker, Hochschullehrer
- Lewis A. Swift (1820–1913), US-amerikanischer Astronom
- Lewis Teague (* 1938), US-amerikanischer Filmregisseur und Filmeditor
- Lewis Travis (* 1997), englischer Fußballspieler
- Lewis Urry (1927–2004), kanadischer Chemie-Ingenieur und Erfinder
- Lewis Watson (Leichtathlet) (1895–1961), US-amerikanischer Langstreckenläufer
- Lewis Findlay Watson (1819–1890), US-amerikanischer Politiker
- Lewis Williams (1782–1842), US-amerikanischer Politiker
- Lewis Williams (Dartspieler) (* 2002), walisischer Dartspieler
- Lewis Worrell (* 1934), US-amerikanischer Bassist des Free Jazz
- Lewis Wright (* ≈1990), britischer Jazzmusiker
- Lewis Yablonsky (1924–2014), US-amerikanischer Kriminologe und Psychotherapeut
- Lewis Zeigler (1944–2022), liberianischer römisch-katholischer Erzbischof